# Nello Pagani
Cirillo „Nello“ Pagani (* 11. Oktober 1911 in Mailand; † 19. Oktober 2003 in Bresso (MI)) war ein italienischer Motorrad- und Automobilrennfahrer.

## Karriere
Während seiner außerordentlich langen Karriere, die von 1928 bis 1955 andauerte, wurde Pagani für seine Vielseitigkeit bekannt. Neben Motorrad-Straßenrennen bestritt er Speedway-, Offroad- und Automobilrennen.
Pagani gewann in der Premierensaison der Motorrad-Weltmeisterschaft im Jahr 1949 den Weltmeistertitel in der 125-cm³-Klasse.
Sein Sohn Alberto Pagani war ebenfalls Motorradrennfahrer und wurde 1972 auf MV Agusta 500-cm³-Vize-Weltmeister hinter Giacomo Agostini.

### Motorradrennen
Nello Pagani begann seine Motorrad-Karriere bereits vor dem Zweiten Weltkrieg und konnte sowohl bei nationalen als auch bei internationalen Rennen viele Siege einfahren. So gewann er beispielsweise 1934, 1937 und 1938 die Italienische 250-cm³-Meisterschaft und im Jahr 1939 mit dem Werksteam von Moto Guzzi den Großen Preis von Deutschland auf dem Sachsenring in der 250-cm³-Klasse.
1949 wurde Pagani der erste 125-cm³-Weltmeister in der Geschichte der Motorrad-WM. Mit dem Sieg beim Großen Preis der Schweiz gewann er gleichzeitig den ersten 125-cm³-Grand-Prix überhaupt. Insgesamt siegte Pagani auf F.B Mondial bei zwei der drei ausgetragenen Rennen und hatte am Saisonende mit 27 Punkten fast doppelt so viele Zähler auf dem Konto wie der Vizeweltmeister, sein Landsmann Renato Magi. In der 500-cm³-Klasse wurde er auf Gilera hinter dem Briten Leslie Graham Vizeweltmeister. Obwohl er im Saisonverlauf mehr Punkte einfahren konnte als Graham, gewann dieser die Weltmeisterschaft, da nur die drei besten Resultate in die WM-Wertung kamen.
Bis 1955 trat Nello Pagani auf Mondial, Gilera und später auf MV Agusta in den Klassen bis 125 cm³ und bis 500 cm³ an, konnte aber kein einziges Rennen gewinnen. Nach Ende seiner aktiven Laufbahn arbeitete er als Sportdirektor bei MV Agusta.
1967 kehrte Pagani noch einmal in den Sattel einer Rennmaschine zurück und gewann auf einer 750-cm³-Norton den Motogiro d’Italia.
Insgesamt bestritt Nello Pagani in seiner Laufbahn 22 Motorrad-Grand-Prix, konnte vier davon gewinnen und stand elfmal auf dem Siegerpodest.

### Autorennen
Nello Pagani trat in seiner Karriere auch erfolgreich bei Automobilrennen an. In den Jahren 1947 und 1948 gewann er den Grand Prix de Pau.
Am 4. Juni 1950 bestritt Pagani beim Großen Preis der Schweiz seinen einzigen Automobil-Weltmeisterschaftslauf. Er belegte auf Maserati der Scuderia Achille Varzi von Achille Varzi den siebten Platz. Beim Gran Premio di Modena im gleichen Jahr wurde er Vierter.

## Statistik

### Erfolge
- 1934 – Italienischer 250-cm³-Meister auf Miller Balsamo
- 1937 – 250-cm³-Vize-Europameister auf Moto Guzzi
- 1937 – Italienischer 250-cm³-Meister auf Moto Guzzi
- 1938 – Italienischer 250-cm³-Meister auf Moto Guzzi
- 1946 – Italienischer 500-cm³-Meister auf Gilera
- 1949 – 125-cm³-Weltmeister auf F.B Mondial
- 1949 – 500-cm³-Vize-Weltmeister auf Gilera
- 1951 – Italienischer 500-cm³-Meister auf Gilera
- 4 Motorrad-Grand-Prix-Siege

### In der Motorrad-Weltmeisterschaft
| Saison | Klasse  | Ergebnis    | Maschine    | Siege |
| ------ | ------- | ----------- | ----------- | ----- |
| 1949   | 125 cm³ | Weltmeister | F.B Mondial | 2     |
| 1949   | 500 cm³ | 2.          | Gilera      | 2     |
| 1950   | 500 cm³ | 4.          | Gilera      | 0     |
| 1951   | 125 cm³ | –           | F.B Mondial | 0     |
| 1951   | 500 cm³ | 5.          | Gilera      | 0     |
| 1952   | 500 cm³ | 8.          | Gilera      | 0     |
| 1953   | 500 cm³ | 15.         | Gilera      | 0     |
| 1954   | 500 cm³ | –           | MV Agusta   | 0     |
| 1955   | 500 cm³ | 20.         | MV Agusta   | 0     |

### Statistik in der Automobil-Weltmeisterschaft

#### Gesamtübersicht
| Saison | Team                   | Chassis          | Motor            | Rennen | Siege | Zweiter | Dritter | Poles | schn. Rennrunden | Punkte | WM-Pos. |
| ------ | ---------------------- | ---------------- | ---------------- | ------ | ----- | ------- | ------- | ----- | ---------------- | ------ | ------- |
| 1950   | Scuderia Achille Varzi | Maserati 4CLT/48 | Maserati 1.5 L4s | 1      | −     | −       | −       | −     | −                | −      | NC      |
| Gesamt | Gesamt                 | Gesamt           | Gesamt           | 1      | −     | −       | −       | −     | −                | −      |         |

#### Einzelergebnisse
| Saison | 1 | 2 | 3 | 4 | 5 | 6 | 7 |
| ------ | - | - | - | - | - | - | - |
| 1950   |   |   |   |   |   |   |   |
|        |   |   | 7 |   |   |   |   |

| Legende  | Legende            | Legende                                                          |
| Farbe    | Abkürzung          | Bedeutung                                                        |
| -------- | ------------------ | ---------------------------------------------------------------- |
| Gold     | –                  | Sieg                                                             |
| Silber   | –                  | 2. Platz                                                         |
| Bronze   | –                  | 3. Platz                                                         |
| Grün     | –                  | Platzierung in den Punkten                                       |
| Blau     | –                  | Klassifiziert außerhalb der Punkteränge                          |
| Violett  | DNF                | Rennen nicht beendet (did not finish)                            |
| Violett  | NC                 | nicht klassifiziert (not classified)                             |
| Rot      | DNQ                | nicht qualifiziert (did not qualify)                             |
| Rot      | DNPQ               | in Vorqualifikation gescheitert (did not pre-qualify)            |
| Schwarz  | DSQ                | disqualifiziert (disqualified)                                   |
| Weiß     | DNS                | nicht am Start (did not start)                                   |
| Weiß     | WD                 | zurückgezogen (withdrawn)                                        |
| Hellblau | PO                 | nur am Training teilgenommen (practiced only)                    |
| Hellblau | TD                 | Freitags-Testfahrer (test driver)                                |
| ohne     | DNP                | nicht am Training teilgenommen (did not practice)                |
| ohne     | INJ                | verletzt oder krank (injured)                                    |
| ohne     | EX                 | ausgeschlossen (excluded)                                        |
| ohne     | DNA                | nicht erschienen (did not arrive)                                |
| ohne     | C                  | Rennen abgesagt (cancelled)                                      |
| ohne     | keine WM-Teilnahme |                                                                  |
| sonstige | P/fett             | Pole-Position                                                    |
| sonstige | 1/2/3/4/5/6/7/8    | Punktplatzierung im Sprint-/Qualifikationsrennen                 |
| sonstige | SR/kursiv          | Schnellste Rennrunde                                             |
| sonstige | *                  | nicht im Ziel, aufgrund der zurückgelegten Distanz aber gewertet |
| sonstige | ()                 | Streichresultate                                                 |
| sonstige | unterstrichen      | Führender in der Gesamtwertung                                   |

### Einzelergebnisse in der Sportwagen-Weltmeisterschaft
| Saison | Team | Rennwagen          | 1   | 2   | 3   | 4   | 5   | 6   | 7   |
| ------ | ---- | ------------------ | --- | --- | --- | --- | --- | --- | --- |
| 1953   |      | Fiat 1100          | SEB | MIM | LEM | SPA | NÜR | RTT | CAP |
| 1953   | DNF  | Fiat 1100          |     |     |     |     |     |     |     |
| 1954   |      | Stanguellini S1100 | BUA | SEB | MIM | LEM | RTT | CAP |     |
| 1954   |      | Stanguellini S1100 | DNF |     |     |     |     |     |     |